# Myiopharus calyptrata
Myiopharus calyptrata là một loài ruồi trong họ Tachinidae.